# Tynedale
Tynedale è stato un distretto locale del Northumberland, Inghilterra, Regno Unito, con sede a Hexham.
Il distretto fu creato con il Local Government Act 1972, il 1º aprile, 1974 dalla fusione dei distretti urbani di Hexham e Prudhoe con il Distretto rurale di Bellingham, il Distretto rurale di Haltwhistle e il Distretto rurale di Hexham. Nel 2009 il distretto è stato soppresso con la trasformazione in autorità unitaria dell'intero territorio del Northumberland.

## Parrocchie civili
- Acomb
- Allendale
- Bardon Mill
- Bavington
- Bellingham
- Birtley
- Blanchland
- Broomhaugh and Riding
- Broomley and Stocksfield
- Bywell
- Chollerton
- Coanwood
- Corbridge
- Corsenside
- Falstone
- Featherstone
- Greenhead
- Greystead
- Haltwhistle
- Hartleyburn
- Haydon
- Healey
- Hedley
- Henshaw
- Hexham
- Hexhamshire
- Hexhamshire Low Quarter
- Horsley
- Humshaugh
- Kielder
- Kirkwhelpington
- Knaresdale with Kirkhaugh
- Melkridge
- Newbrough
- Otterburn
- Ovingham
- Ovington
- Plenmeller with Whitfield
- Prudhoe
- Rochester
- Sandhoe
- Shotley Low Quarter
- Simonburn
- Slaley
- Tarset
- Thirlwall
- Wall
- Wall
- Wark
- West Allen
- Whittington
- Wylam